# Justin Bartha
Pour les articles homonymes, voir Bartha.
Justin Bartha, né le 21 juillet 1978 à Fort Lauderdale en Floride, est un acteur, réalisateur, scénariste, producteur et monteur américain.

## Biographie
Justin Bartha est né d'un père promoteur immobilier et d'une mère enseignante. Il a un frère prénommé Jeffrey. Après avoir terminé ses études au lycée de West Bloomfield en 1996, il s'inscrit à l'université Extension Meisnerde, de New York.
Il a été le partenaire de Julianne Moore, Billy Crudup et Maggie Gyllenhaal dans le film de Bart Freundlich, Chassé-croisé à Manhattan, présenté en avant-première au Festival de Toronto. On avait pu le voir antérieurement aux côtés de Nicolas Cage dans le film d'action de Jon Turteltaub, Benjamin Gates et le Trésor des Templiers en 2004 et dans sa suite Benjamin Gates et le Livre des secrets (National Treasure 2: the Book of Secrets), ainsi que dans le téléfilm de Sidney Lumet, Mise à nu (produit par Tom Fontana et Barry Levinson) et la comédie de Martin Brest, Amours troubles avec Jennifer Lopez. En 2005, il a joué dans Playboy à saisir de Tom Dey.
En 2009, il est à l'affiche du film Jusqu'à toi aux côtés de Mélanie Laurent ainsi que dans le film New York, I Love You, la suite du film Paris, je t'aime aux côtés de Shia LaBeouf, Natalie Portman ou encore Orlando Bloom.
Il a participé à la comédie à succès Very Bad Trip, sortie en 2009, aux côtés de Bradley Cooper, Ed Helms et Zach Galifianakis puis à ses suites Very Bad Trip 2 et Very Bad Trip 3.

## Vie privée
Il a été en couple avec l'actrice et styliste Ashley Olsen de mai 2008 à mars 2011. Depuis octobre 2012, il est le compagnon de Lia Smith, une coach sportive. Après s'être fiancés en mai 2013, ils se sont mariés le 4 janvier 2014 à Oahu. Le 13 avril 2014, elle a donné naissance à leur premier enfant, une fille prénommée Asa Charlotte Bartha.

## Filmographie

### Comme acteur

#### Cinéma
- 2003 : Amours troubles (Gigli) de Martin Brest : Brian
- 2003 : Carnival Sun de Peter J. Nieves : Adam Roam
- 2004 : Benjamin Gates et le Trésor des Templiers (National Treasure) de Jon Turteltaub : Riley Poole
- 2005 : Chassé-croisé à Manhattan de Bart Freundlich : Jasper
- 2006 : Playboy à saisir (Failure to Launch) de Tom Dey : Ace
- 2008 : Benjamin Gates et le Livre des secrets (National Treasure 2: the Book of Secrets), de Jon Turteltaub : Riley Poole
- 2009 : Very Bad Trip (The Hangover), de Todd Phillips : Doug Billings
- 2009 : Jusqu'à toi de Jennifer Devoldère : Jack
- 2009 : New York, I Love You : Justin
- 2009 : Jewish Connection (Holly Rollers) de Kevin Asch : Yosef Zimmerman
- 2010 : Mon babysitter (The Rebound) de Bart Freundlich : Aram Finklestein
- 2010 : Lend Me a Tenor (en) (Broadway)
- 2011 : Very Bad Trip 2 (The Hangover Part II), de Todd Phillips : Doug Billings
- 2011 : Dark Horse de Todd Solondz : Richard
- 2013 : CBGB de Randall Miller : Stiv Bators
- 2013 : Very Bad Trip 3 (The Hangover Part III), de Todd Phillips : Doug Billings
- 2016 : White Girl : Kelly
- 2016 : Sticky Notes (en) : Bryan
- 2018 : Driven de Nick Hamm : Howard Weitzman
- 2019 : Transfert (Against the Clock) de Mark Polish : Peter Hobbs
- 2021 : Sweet Girl de Brian Andrew Mendoza

#### Télévision

##### Téléfilms
- 2004 : Strip Search

##### Séries télévisées
- 2012 : The New Normal : David Sawyer
- 2016 : Cooper Barrett's Guide to Surviving Life : Josh Barrett
- depuis 2017 : The Good Fight : Colin Morello
- 2022 : Atlanta : Marshall
- 2022 : Trésors perdus : le secret de Moctezuma (National Treasure : Edge of History) de Cormac et Marianne Wibberley : Riley Poole (série télévisée, 1 épisode)

### Comme réalisateur
- 2003 : Highs and Lows (également scénariste, producteur et monteur)

## Voix françaises
| - Sébastien Desjours dans : - Very Bad Trip - Very Bad Trip 2 - Very Bad Trip 3 - Driven - Sweet Girl - Jérémy Prévost dans : - Benjamin Gates et le Trésor des Templiers - Benjamin Gates et le Livre des secrets - White Girl - Trésors perdus : le secret de Moctezuma (série télévisée) - Emmanuel Garijo, dans : - Chassé-croisé à Manhattan - Mon babysitter | - Alexandre Gillet dans (les séries télévisées) : - The New Normal - The Good Fight Et aussi - Philippe Bozo dans Amours troubles - Donald Reignoux dans Playboy à saisir - Damien Ferrette dans New York, I Love You - Raphaël Cohen dans Godfather of Harlem (série télévisée) |